# Cabra (Gerichtsbezirk)
Der Gerichtsbezirk Cabra ist einer der zwölf Gerichtsbezirke in der spanischen Provinz Córdoba.
Der Bezirk umfasst 4 Gemeinden auf einer Fläche von 355,78 km² mit dem Hauptquartier in Cabra.

## Gemeinden
| Gemeinde             | Einwohner (2024) | Fläche km² | Dichte Einw./km² | Cod INE | Postleitzahl |
| -------------------- | ---------------- | ---------- | ---------------- | ------- | ------------ |
| Cabra                | 20.024           | 229,09     | 87               | 14013   | 14940        |
| Doña Mencía          | 4.478            | 15,20      | 295              | 14022   | 14860        |
| Nueva Carteya        | 5.307            | 69,18      | 77               | 14046   | 14857        |
| Zuheros              | 608              | 42,31      | 14               | 14075   | 14870        |
| Gerichtsbezirk Cabra | 30.417           | 355,78     | 85               | –       | –            |